# Mefjell Mountain
Mefjell Mountain är ett berg i Antarktis. Det ligger i Östantarktis. Norge gör anspråk på området. Toppen på Mefjell Mountain är 3 080 meter över havet.
Terrängen runt Mefjell Mountain är kuperad österut, men västerut är den bergig. Trakten är obefolkad. Det finns inga samhällen i närheten. 